# Might and Magic
Might and Magic är en serie datorrollspel skapad av Jon Van Caneghem och New World Computing i mitten av 80-talet. Spelen går ut på att guida en grupp hjältar genom en fantasyvärld full av monster, vapen, magier, slott, grottor och mängder av uppdrag för att i slutet ytterligare lägga en bit av pusslet på plats så att man vet mer om spelens universum.
Spelen är långsamma, stora, avancerade och skall man följa berättelsen så blir det väldigt mycket texter runtomkring i spelet som man i många fall inte behöver läsa. De spelas i förstapersonsperspektiv där man från början väljer en mindre grupp krigare eller magiker som sedan utökas under spelets gång. Karaktärsutvecklingen är stor och man kan i de senare spelen välja mellan en stor mängd raser, klasser, attribut och förmågor. Sedan tillkommer den stora mängd vapen, magier och andra föremål som gör ens karaktärer bättre.
Senare spel i serien kritiserades för att teknologiskt och kontrollmässigt inte vara lika framskridna jämfört med andra förstapersonsspel vid samma tid. Mouse look som blev något av en standard ett tag efter att Quake stabiliserat sig på multiplayer-scenen, infann sig inte förrän i Might and Magic IX.

## Andra spel
Might and Magic fick 1995 en spinoff kallad Heroes of Might and Magic, med det första spelet A Strategic Quest. Det är en turbaserad strategiserie med kraftiga inslag av rollspel. Denna serie har ekonomiskt och spelarmässigt gått mycket bättre än originalserien.
Det har även kommit ett par äventyrsspel med mindre grad av rollspel och mer action. Legends of Might and Magic som var ett multiplayer endast spel, baserat på klasser, pengar och vapen. Warriors of Might and Magic och Crusaders of Might and Magic är tredjepersonsspel, Dark Messiah of Might and Magic är i förstaperson och använder Valves Sourcemotor.

## Licens
Från början utvecklade och utgav New World Computing alla Might and Magic-spel. 1996 köptes företaget och licensen av The 3DO Company som tog över ansvaret. 2003 gjorde 3DO konkurs och sålde alla sina licenser, Ubisoft köpte Might and Magic för $1,3 miljoner. Sedan de tog över har Heroes of Might and Magic V och Dark Messiah släppts.

## Kronologisk ordning
- Might and Magic Book One: The Secret of the Inner Sanctum (1986)
- Might and Magic II: Gates to Another World (1988)
- Might and Magic III: Isles of Terra (1991)
- Might and Magic IV: Clouds of Xeen (1992)
- Might and Magic V: The Darkside of Xeen (1993)
- Might and Magic VI: The Mandate of Heaven (1998)
- Might and Magic VII: For Blood and Honor (1999)
- Might and Magic VIII: Day of the Destroyer (2000)
- Might and Magic IX: Writ of Fate (2002)